# Pachymelus ciliatus
Pachymelus ciliatus är en biart som beskrevs av Heinrich Friese 1922. Pachymelus ciliatus ingår i släktet Pachymelus och familjen långtungebin. Inga underarter finns listade i Catalogue of Life.